# Lac Henri (Passes-Dangereuses)
Pour les articles homonymes, voir Henri.
Le lac Henri est un plan d’eau douce du bassin versant de la rivière Mistassibi, situé dans le territoire non organisé de Passes-Dangereuses, dans la municipalité régionale de comté (MRC) de Maria-Chapdelaine, dans la région administrative du Saguenay–Lac-Saint-Jean, dans la province de Québec, au Canada.
Le versant du lac Henri est desservi indirectement par la route forestière R0257 qui remonte la vallée de la rivière Mistassibi Nord-Est. Quelques routes forestières secondaires desservent le secteur surtout pour les besoins de la foresterie et des activités récréotouristiques.
La surface du lac Henri est habituellement gelée de la fin novembre au début avril, toutefois la circulation sécuritaire sur la glace se fait généralement de la mi-décembre à la mi-avril.

## Géographie
Les principaux bassins versants voisins du lac Henri sont :
- côté nord : rivière Henri, rivière Mistassibi Nord-Est ;
- côté est : lac du Sapin Croche, rivière du Sapin Croche, rivière Lapointe, rivière au Serpent, rivière Péribonka ;
- côté sud : rivière Mistassibi, rivière Mistassibi Nord-Est, rivière du Sapin Croche ;
- côté ouest : rivière Henri (rivière Mistassibi Nord-Est), rivière Mistassibi Nord-Est, rivière Mistassibi, lac au Foin.

Le lac Henri comporte une superficie de km2, une longueur de 5,3 km, une largeur maximale de 1,3 km et une altitude de 415 m. Ce lac comporte un cap rattaché à la rive Sud s’avançant vers le milieu du plan d’eau et formant une baie. Un sommet de montagne (altitude : 607 m) est situé à 0,9 km au Sud du lac. Un autre sommet atteint 521 m à 0,6 km de la rive Nord-Est.
L’embouchure du lac Henri est localisée au fond d’une baie de la rive Ouest, soit à :
- 1,4 km à l’Est de la confluence de la décharge du lac Henri et de la rivière Henri ;
- 4,7 km au Nord-Est de la confluence de la rivière Henri ;
- 5,5 km au Nord-Est de la route forestière R0257 ;
- 8,8 km au Sud-Ouest de la rivière du Sapin Croche ;
- 50,9 km au Nord-Ouest de la confluence de la rivière Mistassibi et de la rivière Mistassibi Nord-Est ;
- 127,1 km au Nord de la confluence de la rivière Mistassibi et de la rivière Mistassini ;
- 147 km au Nord de la confluence de la rivière Mistassini et du lac Saint-Jean[1].

À partir de l’embouchure du lac Henri, le courant descend successivement le cours de la :
- décharge du lac Henri sur 1,6 km ;
- rivière Henri sur 4,7 km vers l’Ouest ;
- rivière Mistassibi Nord-Est sur 48,8 km généralement vers le Sud ;
- rivière Mistassibi sur 99,2 km généralement vers le Sud ;
- rivière Mistassini sur 22,7 km vers le Sud-Ouest.

À l’embouchure de cette dernière, le courant traverse le lac Saint-Jean sur 42,7 km vers l’Est, puis emprunte le cours de la rivière Saguenay vers l’Est sur 155 km jusqu'à la hauteur de Tadoussac où il conflue avec le fleuve Saint-Laurent.

## Toponymie
Le terme « Henri » constitue un prénom d’origine française.
Le toponyme « lac Henri » a été officialisé le 5 décembre 1968 par la Commission de toponymie du Québec.